# Hermandad de la Soledad (Benacazón)
La Hermandad de la Soledad es una cofradía católica de la localidad de Benacazón, provincia de Sevilla, Andalucía, España. Su nombre completo es Real, Ilustre, Antigua, Fervorosa y Venerable Hermandad Franciscana y Cofradía de Nazarenos de la Gloriosa Resurrección de Nuestro Señor Jesucristo y Pureza de María, Sagrado Descendimiento, Santo Entierro de Cristo y María Santísima de la Soledad.
La fundación de la Hermandad tiene lugar en la Iglesia Parroquial de Santa María de las Nieves de Benacazón (Sevilla), el 13 de abril de 1584, según consta en un traslado de 1871 de las primitivas Reglas del siglo XVI. En el siglo XVIII construye la actual Capilla en una parte de lo que fue el Hospital de San Sebastián, y que venía siendo usado como almacén de los enseres desde la fundación de la Hermandad, pues el hospital había dejado de tener uso desde la reducción de los mismos decretada por Felipe II en 1582.  
Su principal culto externo es la estación de penitencia, que realiza desde su fundación en la tarde-noche del Viernes Santo con dos pasos: el Santísimo Cristo Yacente en una urna, y María Santísima de la Soledad bajo palio. Posteriormente, el Domingo de Resurrección organiza la procesión con sus otros dos titulares: el Niño de Dios Resucitado y la Pureza de María.  

## Historia

### Siglos XVI-XVII
La Hermandad de la Soledad de Benacazón se funda el 13 de abril de 1584 según consta en las Reglas que conserva la corporación de 1871 escritas por D. Antonio González Escandón, afirmando que son unas copias literales de las primeras, que actualmente se encuentran en paradero desconocido. Al pie de estas figuran las firmas del licenciado D. Íñigo de Luciniana y de D. Miguel Pérez, notario y secretario. Estas reglas guardan ciertas similitudes con las redactadas entre 1555 y 1557 por la Hermandad de la Soledad de San Lorenzo de Sevilla, por lo que podemos presuponer que la nueva hermandad benacazonera bebió del estilo de la sevillana para dar forma a sus reglas. De hecho, la Hermandad de la Soledad de Benacazón conserva las características típicas de las hermandades soleanas o soleaeras, heredadas de la Soledad de San Lorenzo: una procesión el Viernes Santo con un Cristo Yacente, con el cual también se celebraba la ceremonia del Descendimiento, y una Virgen dolorosa, y la celebración de la procesión de la Resurrección con un Cristo Resucitado y una Virgen de alegría. Con algunos matices que aclararemos después, todos estos detalles se conservan y se siguen celebrando en la actualidad.
Para cuando la Hermandad de la Soledad de Benacazón se funda en 1584, contando para ello con la aprobación eclesiástica, ya estaría en el pueblo la imagen del Santísimo Cristo Yacente. Esta imagen es una talla de madera de pino fechada a finales del siglo XV o a principios del siglo XVI, aunque se desconoce su autoría. De marcados rasgos renacentistas, como el perfecto estudio de la anatomía y el tallado de la barba, se trata de una imagen articulada en sus extremidades superiores, y se relaciona con la escuela castellana de imaginería. El hecho de su articulación nos hace pensar, casi con total seguridad, que se trata de una tipología muy concreta de imaginería cristífera: los cristos del Descendimiento es decir, imágenes del Señor realizadas para efectuar con ellas la ceremonia del Descendimiento el Viernes Santo. Posiblemente, la imagen del Santísimo Cristo Yacente llegaría a Benacazón a través de los Portocarrero, señores de la villa y de ascendencia toledana, como regalo a uno de los descendientes del linaje. Y aunque, como se ha dicho, se desconoce su autoría, últimamente se le viene relacionando con el escultor toledano Cristóbal de Olarte por el parecido físico con algunas de las obras de este artista tan desconocido, como el Quo Vadis de la Catedral de Toledo. Además, debido a la conservación de algunos de sus enseres, podemos llegar a imaginar la iconografía de la imagen, la cual portaba una peluca de pelo natural y un maravilloso sudario realizado con la técnica del planchado en espiga con incrustaciones de carey. Ambos enseres, como se ha dicho, se conservan en las dependencias de la Hermandad.
Por estas fechas existía en Benacazón un hospital dedicado al mártir San Sebastián que, una vez que Felipe II suprime todas las instituciones de este tipo a finales del siglo XVI, queda sin uso, por lo que las tres hermandades existentes en la villa por aquellas fechas (la Soledad, la Vera-Cruz y la Sacramental) lo utilizan indistintamente para guardar sus imágenes, enseres y celebrar sus reuniones. En un documento conservado en el Archivo General del Arzobispado de Sevilla (A.G.A.S), fechado el 18 de febrero de 1723, el por entonces párroco D. Juan Ramírez Méndez afirma que estas tres hermandades solamente son usufructuarias del edificio, y que “ni a esta de la Soledad se le embaraza el uso que ya ha tenido de la dicha Capilla”, pero que la advocación del mismo “y título ha sido siempre de San Sebastián”. El uso por parte de las hermandades del edificio del hospital se vendría realizando, aproximadamente, desde finales del siglo XVII, y así lo indica el documento, que reza textualmente que “los cofrades de dichas cofradías solo tienen el uso de haber colocado allí sus imágenes de algunos años a esta parte”, por lo que se presupone que en el momento de su fundación, la Hermandad de la Soledad residiría en la Iglesia Parroquial.
En estos momentos iniciales la Hermandad procesionaría el Viernes Santo después de celebrar el sermón de las cuarenta horas y de haber efectuado la ceremonia del Descendimiento con la imagen del Santísimo Cristo Yacente. Esta procesión la compondrían el citado paso (que en esta época no sería más que unas sencillas andas) del Santo Entierro y otro con la Virgen de la Soledad. La imagen que en estos momentos representaría esta advocación se encuentra en paradero desconocido y no se tiene dato alguno sobre ella, pues la imagen actual es del siglo XVIII, como veremos. Suponiendo que la procesión se iniciara desde el hospital, la imagen del Cristo Yacente quedaría resguardada en la Iglesia Parroquial, mientras que la Virgen volvería a dicho edificio, y allí amanecería la mañana del Domingo de Resurrección de forma gloriosa como Virgen de alegría, desconociéndose si la Hermandad disponía de dos imágenes marianas o de dos mascarillas para el rostro de la misma imagen. Se trasladaría a la Iglesia Parroquial donde se efectuaría el encuentro con el Cristo Resucitado, el cual habría sido trasladado de forma privada hasta allí. Y esta ceremonia, con algunos matices distintos, se sigue celebrando en la actualidad, como explicaremos a continuación.
Adentrándonos en el siglo XVII, la centuria del seiscientos, tremendamente convulsa en todo el país, transcurre de forma tranquila en Benacazón, y resultado de ello es la poca documentación hallada sobre este período en el AGAS acerca de las hermandades benacazoneras. De vez en cuando aparece algún expediente en el que algunos vecinos solicitaban unirse como hermanos a la Hermandad de la Soledad y, por habérseles denegado por diversas razones, emprendían pleitos ante la autoridad eclesiástica. De estos expedientes se puede sacar, no obstante, alguna información de relevancia, especialmente porque se citaban continuamente artículos de las reglas vigentes en esos momentos que nos dibujan, aun someramente, el panorama de la Hermandad en esta centuria. Por ejemplo, sabemos que la Hermandad celebraba un cabildo el Domingo de Ramos para tratar todo lo relacionado con la estación de penitencia del Viernes Santo, y en el que los hermanos colaboraban con donativos para la cera, las flores e incluso la música que acompañaba a la Virgen. Además, sabemos que la Función en honor de la Virgen de la Soledad se celebraba el 15 de agosto, día de la Asunción de la Santísima Virgen María a los cielos, al mismo tiempo que se celebraba otro de los cabildos más importantes de la Hermandad, en el cual se elegía al hermano mayor por un período de un año.

### sigloXVIII
El siglo XVIII supone una centuria de importantísimos cambios en la Hermandad de la Soledad, conformando, junto al siglo XX, uno de los momentos clave de la historia soleaera de Benacazón. En 1701 se añade un capítulo a las Reglas primitivas de 1584, acordado por los oficiales de la Hermandad y rubricado por el licenciado Plata, siendo todo aprobado por el Ilustrísimo y Reverendísimo Sr. D. Jaime de Palafox y Cardona, arzobispo de Sevilla. Por otra parte, en el primer tercio del siglo, la Hermandad emprendió la renovación de sus imágenes procesionales, concretamente la de la Virgen. Por ello, y aunque todo esto no deja de pertenecer al terreno de la hipótesis, la Hermandad encargaría al imaginero sevillano D. Pedro Duque Cornejo, nieto de Pedro Roldán y sobrino de La Roldana, la hechura de la actual imagen de María Santísima de la Soledad, realizada en madera de pino y donde destaca especialmente la elegancia en los rasgos de su cara y en la poderosa realización de las manos, que guarda un enorme parecido estético con otras imágenes documentadas del artista, como la Gran Madre de la Iglesia del Sagrado Corazón de Jesús del barrio de San Lorenzo de Sevilla, fechada en 1721. El historiador Julio Adame Ortiz, en un artículo publicado en el número 70 del Boletín de la Hermandad, fechaba la imagen en un arco temporal comprendido entre 1733 y 1740, debido a que por esas fechas Duque Cornejo se hallaba trabajando en la realización de las trazas del retablo mayor de la Parroquia del vecino pueblo de Umbrete, que finalmente fue ejecutado por Felipe Fernández del Castillo.
En esta primera mitad del siglo XVIII la Hermandad se establecería definitivamente en su actual Capilla, construida en parte del lugar donde se encontraba el antiguo hospital de San Sebastián de la villa de Benacazón, con salida tanto a la calle Real como a la Plaza de la Constitución. Un edificio, el del hospital, que fue reformado para estos menesteres debido al mal estado de conservación en el que se hallaba. El eminente historiador aljarafeño, D. Antonio Herrera García, en su libro Historia de la villa de Benacazón y noticia de los antiguos lugares de Castilleja de Talara, Gelo de Cabildo y la Torre de Guadiamar, informa de que por estos años la Hermandad de la Soledad obtenía unas rentas de unos 200 reales, procedentes de las limosnas de los hermanos, que no le permitían una situación económica extremadamente boyante. Sin embargo, esto no impidió, como estamos viendo, ni la adquisición de la nueva imagen titular, ni las obras para construir la Capilla. De este siglo conserva la Hermandad una pieza de orfebrería valiosísima: un nimbo o diadema en plata de ley para el Santísimo Cristo Yacente que la Hermandad ha recuperado recientemente, así como una corona de espinas y un puñal para la Santísima Virgen. Igualmente, el canasto de la corona de salida de la Virgen de la Soledad es de esta época, realizado en plata de ley.

### sigloXIX
Pasando al siglo XIX, la Hermandad sufrió las consecuencias de la invasión francesa de España en los primeros años de la centuria. Así, amén de una ingente cantidad de documentos de una enorme valía histórica, la Hermandad perdió la imagen del Cristo Resucitado con la que procesionaba la mañana del Domingo de Resurrección. Por ello, suponemos que de esta fecha es el formato actual de la procesión de la Resurrección que sigue organizando la Hermandad, y que comienza en la madrugada del Sábado Santo con el traslado a la Iglesia Parroquial de Santa María de las Nieves de la imagen del Niño de Dios portado en un paso de manguillos. Esta imagen es de autor y fecha desconocidos, pero tradicionalmente ha sido relacionado con el círculo de Martínez Montañés y fechado en el siglo XVII, aunque últimamente se ha demostrado que tiene una serie de añadidos y que, posiblemente, sea de épocas anteriores. En la mañana del domingo realiza su salida desde la Capilla la Inmaculada Concepción o Pureza de María, una imagen que, por el parecido con la Virgen de la Soledad, se atribuye a Pedro Duque Cornejo y se fecha en el mismo arco temporal que la imagen dolorosa de la Hermandad, entre 1733 y 1740. Una vez que llega a la Iglesia se realiza el encuentro con el Niño de Dios y se inicia la procesión que volverá a concluir en la Capilla, por lo que actualmente se sigue escenificando el mismo ritual que en los años fundacionales de la corporación soleaera, aunque con otras imágenes.
La agitación política y bélica de este siglo en España afectó de manera importante a las hermandades de Benacazón, incluso prohibiéndose en determinados momentos las procesiones de Semana Santa. De hecho, en 1842, según consta en el ya citado libro de D. Antonio Herrera, el Ayuntamiento elevó una petición al Arzobispado para que permitiera las estaciones de penitencia tanto de la Vera-Cruz como de la Soledad, intercediendo el clero sevillano ante el Jefe Político de la Provincia, que autorizó la salida a pesar de la prohibición existente. También a mitad de esta centuria sabemos que la Hermandad adquiere el retablo de estilo neoclásico que preside la Capilla y que cobija todo el año a María Santísima de la Soledad y que, en su momento, también hizo lo propio con el Santísimo Cristo Yacente. Concretamente, Luis Romero realiza el retablo en 1849, siendo hermano mayor y mayordomo D. José Domínguez, y el mismo es pintado en 1853 siendo mayordomo de la Capilla D. Antonio Míguez Fernández.
Así, se fue llegando a finales de esta centuria decimonónica, cuando la Hermandad comenzó a enriquecer su patrimonio a duras penas. De esta época se considera que es el terno negro (saya y manto de vistas) de la Virgen de la Soledad, bordado en oro sobre terciopelo negro y atribuido a Patrocinio López; de este conjunto, la saya se sigue utilizando para la estación de penitencia, mientras que el manto se utiliza en los cultos internos. Poseía la Virgen, también, un pequeño palio bordado en oro sobre terciopelo negro atribuido a José del Olmo, del que únicamente se conserva el techo. Igualmente, la urna neogótica en la que actualmente procesiona el Santísimo Cristo Yacente, realizada en madera y dorada, es de este siglo.

### SiglosXX-XXI
Ya en el siglo XX la Hermandad comenzó un proceso de decaimiento, propiciado por el convulso período de la Segunda República y la Guerra Civil, del que no conseguiría recuperarse hasta la década de los años 80. De hecho, por testimonios orales de los hermanos de más avanzada edad, se sabe que durante los momentos más críticos del alzamiento militar del 18 de julio de 1936, así como durante los disturbios de 1932, las imágenes se sacaron de la Capilla para ser escondidas en domicilios particulares de los hermanos donde fueron salvadas de los ataques a los que, desgraciadamente, fueron sometidas muchas imágenes de la capital hispalense y otros pueblos de la provincia. No obstante, la Hermandad se hizo en esta primera mitad de siglo de una de las piezas más importantes de su patrimonio bordado, como es el actual manto de salida de la Virgen de la Soledad, del cual ha sido recientemente descubierta su autoría gracias a los estudiantes de Historia del Arte, Antonio y José Garrido Ramos. Este manto, gracias a la colaboración económica de los hermanos, que organizaban teatros y rifas para obtener fondos, fue realizado por el taller del bordador Juan Bautista Gimeno, de Sevilla, en el año de 1929.
En esta época sabemos por testimonios orales, recogidos por José María Morales Silva en su libro Historia cronológica de la Hermandad de la Soledad de Benacazón, 1584-2001, que la Hermandad organizaba las tradicionales fiestas de las Cruces de Mayo, gozando éstas de una gran popularidad no solo en Benacazón sino incluso en el resto de pueblos del Aljarafe. Se adornaba la cruz de hierro que se conserva en la fachada de la Capilla, así como la Plaza y las calles aledañas, y se vivían días de fiesta y alegría. El momento culminante era el conocido como Romerito, en el que jinetes montados a caballo y coches enjaezados a la andaluza realizaban una ofrenda de romero a la cruz. Esta fiesta, seguramente durante la etapa republicana y franquista, acabaría por desaparecer por las dificultades del momento hasta su posterior recuperación.
Precisamente, durante la dictadura de Franco, la Hermandad resistió a duras penas las consecuencias de la Guerra Civil y la posguerra. A principios de siglo había dejado de celebrarse la ceremonia del Descendimiento, y la estación de penitencia se realizaba de forma austera en sencillos pasos de manguillo, quizás el de la Virgen con algo más de valor al contar con el palio de Olmo y el manto de Juan Bautista Gimeno. Era, quizás, el único acto de la Hermandad, junto a los cultos cuaresmales, que sacaba a la corporación del letargo crónico en el que se hallaba sumida el resto del año. No obstante, ya en los años 60 comienza una tímida reactivación de la cofradía, pues es a finales de esta década cuando la Hermandad estrena el primer paso de costaleros de Benacazón, el de la Virgen de la Soledad, con respiraderos, jarras y varales del orfebre Jesús Domínguez, portando la imagen un manto de terciopelo negro liso adaptado a las dimensiones del nuevo paso, así como unas bambalinas del mismo estilo, las cuales posteriormente serían bordadas en aplicación por Jesús Rincón, y que la Hermandad conserva actualmente en sus dependencias.
Realmente, es en la década de los años 80 cuando la corporación soleaera se reactiva de nuevo y comienza un auge que dura hasta nuestros días. En primer lugar se amplió y completó el bordado del manto de Juan Bautista Gimeno en el Convento de Santa Isabel de Sevilla para adaptarlo a las dimensiones del palio, así como se fue completando la orfebrería del mismo con los candelabros de cola, la peana, el llamador y las maniguetas del taller de Viuda de Villarreal, y la candelería y la miniatura de la Virgen de las Nieves de Orfebrería Mallol. Asimismo, de 1985 es el paso del Santísimo Cristo Yacente, realizado en madera de caoba tallada y dorada por los talleres de Guzmán Bejarano en estilo neogótico, en el cual se incluyó la urna del siglo XIX; de esta forma sigue procesionando en la actualidad, contando con elementos de orfebrería, como las coronas doradas de los candelabros de guardabrisas, de Viuda de Villarreal, y el llamador, de Orfebrería Mallol.
Por nombrarlo de alguna manera, la década de los 80 es la década de esplendor de la Virgen de la Soledad, que ya gozaba de un enorme fervor popular casi sin parangón. No obstante, fue en 1980 cuando se adoptó por parte de la Junta de Gobierno una medida que iba a influir, en gran medida, en el auge devocional del que goza el Santísimo Cristo Yacente en la actualidad. Aprovechando las características de la imagen como Cristo articulado, se decide, contando para ello con la aprobación arzobispal, exponerlo durante todo el año a la veneración de los fieles crucificado en un altar en un lateral de la Capilla, donde se sigue venerando actualmente salvo en momentos concretos del año. Por otra parte, en 1984, con motivo de la celebración del CD Aniversario Fundacional de la Hermandad, el 8 de septiembre la imagen de la Virgen fue coronada litúrgicamente en la Plaza de la Constitución con una presea realizada en el taller de Villarreal, y el Excmo. Ayuntamiento de Benacazón le impuso la única Medalla de Oro de la Villa concedida hasta el día de hoy, saliendo a continuación en salida extraordinaria, siendo la primera de estas características que se recuerda en el pueblo. Además, entre diciembre de 1986 y enero de 1987, la imagen fue restaurada por el profesor Arquillo y su equipo sin moverse de las dependencias de la Capilla de la Hermandad. Así llegó el año de 1988, un año muy especial para la corporación, pues María Santísima de la Soledad fue invitada a participar en la exposición organizada por la ya extinta Caja San Fernando, llamada Mater dolorosa, y que reunió en la sede de la entidad bancaria en la Plaza de San Francisco de Sevilla a un conjunto de excepcionales dolorosas de las provincias de Sevilla, Huelva y Cádiz. Por estas fechas, también, comenzaría a celebrarse el anual besamanos de la Virgen en septiembre, y se fueron renovando todas las insignias que la cofradía ponía en la calle el Viernes Santo, destacando de manera especial el Senatus, realizado por el hermano Antonio Márquez.
De esta forma, pasamos a la década de los 90, donde podemos decir que el protagonista de las distintas reformas y recuperaciones fue, principalmente, el Santísimo Cristo Yacente. En 1993, y a instancias del por entonces párroco y director espiritual de la Hermandad, el Rvdo. Padre Cristóbal Jiménez Sánchez, se inició la celebración del Solemne Quinario en honor del Cristo, lo cual constaba en las reglas pero nunca se había llevado a cabo en los tiempos recientes, que culmina cada año en la festividad de Cristo Rey con el traslado de la imagen al Cementerio de Benacazón y su besapiés. Asimismo, en 1995 la Hermandad decidió recuperar uno de los actos más imponentes de cuantos se realizan en Benacazón y el resto de la provincia de Sevilla: el antiquísimo Sagrado Descendimiento de Nuestro Señor. No obstante, se introdujeron algunos matices, como que su realización se llevaba a cabo en el interior de la Capilla la noche del Lunes Santo, y no el Viernes Santo en la Plaza como se hacía en sus orígenes, hasta que en el año 2012 se trasladó su celebración al sábado anterior al Sábado de Pasión. Otra recuperación importantísima para la Hermandad tuvo también lugar en 1993. En la primavera de ese año se recuperaron las tradicionales Cruces de Mayo que se mantienen hasta la actualidad.
A finales de los años 90 la Hermandad se embarcó en el ilusionante proyecto de un nuevo palio para María Santísima de la Soledad que sustituyera al que utilizaba en esos momentos, obra de Jesús Rincón. Por ello, se contrató con el taller de bordados local, dirigido por Pedro de la Rosa Fernández y por Felipe Manuel Fernández Soriano, la realización de un palio de terciopelo negro y malla bordado en oro, con una rica iconografía angelical y unos inconfundibles flecos de bellota dorados, los cuales producen un sonido inconfundible al chocar con los varales de Jesús Domínguez. No obstante, en la actualidad, y aunque es el palio de salida de la imagen, faltan por bordar tanto el techo como la mayor parte del interior de las bambalinas. Por otra parte, se inició la renovación de los pasos del Niño de Dios y de la Pureza de María, con los que efectúan su salida procesional la mañana del Domingo de Resurrección, y precisamente la Pureza de María, aunque en el paso del Santísimo Cristo Yacente, realizó una salida extraordinaria el 8 de diciembre de 1997 con motivo del Jubileo del Nuevo Milenio que, sin embargo, hubo de suspenderse en mitad del recorrido por la lluvia.
Para finalizar, y adentrándonos en el actual siglo XXI, hay algunos hitos importantes que destacar. En el año 2000, y como finalización de los actos con motivo del ya mencionado Jubileo del Nuevo Milenio, María Santísima de la Soledad volvió a salir en salida extraordinaria por las calles de Benacazón dieciséis años después. En dicha salida, además de estrenar la toca de sobremanto bordada en oro sobre malla (obra de Pedro de la Rosa), el Excelentísimo Ayuntamiento de Benacazón nombró a la imagen como Miembro Honorario Perpetuo de la Corporación Municipal, haciéndole entrega del bastón de mando que luce la Santísima Virgen en todos los momentos importantes del año. En el mes de octubre de 2002 la Hermandad acogió, por segunda vez tras la edición de 1992, la XXXVIII Convivencia Nacional de Hermandades y Cofradías de la Soledad, para lo cual la Virgen de la Soledad fue traslada hasta la Iglesia Parroquial donde presidió una misa estacional. En 2004, y con motivo del CL Aniversario del Dogma Concepcionista, la Pureza de María volvió a salir en salida extraordinaria sobre el paso de María Santísima de la Soledad. En 2006, la Hermandad recibió el título de Franciscana por la fuerte vinculación de la misma con la orden. En 2009, con motivo del CDXXV Aniversario Fundacional de la Hermandad, se realizó un vía crucis extraordinario con el Santísimo Cristo Yacente en su paso de salida pero sin urna en el mes de marzo, y el 5 de septiembre María Santísima de la Soledad volvió a realizar otra salida extraordinaria por las calles de Benacazón. Finalmente, en 2012, además de comenzar a celebrarse el Solemne Triduo de la Pureza el año anterior, la Hermandad recibió una reliquia de primera clase del Beato Fray Leopoldo de Alpandeire que custodia en su Capilla y que cada Viernes Santo procesiona en el paso del Señor. Asimismo, se ha procedido en los últimos años a la renovación de las insignias de la Hermandad, como en el caso del banderín concepcionista, el estandarte y el simpecado, todo ello gracias a la impagable labor del Taller de Bordados de la Hermandad.

## Escudo e insignias
El escudo o anagrama de la Hermandad, tal y como se encuentra en el Anexo II de sus Reglas, está formado por una cruz arbórea sosteniendo las escaleras del Descendimiento con los clavos a los pies y acostada de dos óvalos apolados. En el diestro, sobre campo de púrpura, se encuentra el anagrama de Jesús, y en el siniestro, sobre campo de gules, se encuentra el anagrama de María. Todo el conjunto está rodeado por la corona de espinas, situándose sobre ella, en la parte superior, el capelo cardenalicio, y estando todo timbrado por la Corona Real, al ser S.M. El Rey Hermano Mayor Honorario de nuestra Hermandad, y S.M. La Reina Camarera Honoraria Perpetua de María Santísima de la Soledad.
El estandarte, que se convierte también en insignia, está constituido por una bandera cuadrada de terciopelo negro, recogida por un cordón con borlas de oro alrededor de un asta de plata repujada rematada en cruz; en la parte central del mismo sostiene el escudo propio de la hermandad. Por su parte, la medalla de hermano, realizada en metal plateado con forma de cartela, rodeada de hojas de acanto y timbrada por la corona real, porta en el anverso la cruz arbórea con las escaleras del Descendimiento sobre el monte Calvario, mientras que en el reverso se puede leer la leyenda:«Hdad. del Santo Entierro y Ntra. Sra. de la Soledad. Benacazón. 1584-1984» al haber sido realizadas con motivo del CD Aniversario Fundacional de la Hermandad; lleva cordón trenzado de tres cabos de seda, dos de ellos negros y el restante blanco. Los miembros de la Junta de Gobierno sustituyen el cabo de seda blanco por un cabo de hilos de plata, a excepción del Teniente de Hermano Mayor (que sustituye el cabo de hilos de plata por un cabo de hilos de oro) y el Hermano Mayor, cuyo cordón está íntegramente formado por hilos de oro, siendo dorada también la medalla. 
La hermandad tiene como lema la respuesta que los fieles dan en la celebración de la Eucaristía una vez terminada la consagración: «Anunciamos tu Muerte, proclamamos tu Resurrección», y que resume a la perfección los misterios a los que da culto la corporación. Igualmente, adquiere la frase «¡Dios te salve, Luz del Cielo, Virgen de la Soledad, sálvanos por la Pasión y Muerte de tu Hijo!», que está colocada en un dosel en el interior de la puerta principal de la capilla. 
La hermandad posee otras insignias que pone en la calle durante su estación de penitencia el Viernes Santo, todas ellas de un gran valor artístico. En el orden en el que procesionan, son las siguientes:  
- Cruz de guía. Realizada en madera, de color negro, lleva cantoneras de plata, realizadas en Orfebrería Villarreal, conteniendo la superior el INRI. En el centro de la misma lleva dos cartelas, una en el anverso (con el escudo de la Hermandad) y otra en el reverso (con el anagrama de Jesús).
- Senatus. Realizado en terciopelo negro bordado en oro por Antonio Márquez en la década de los 80, siendo las letras SPQR en apliques de plata. El asta, rematada por un águila rodeada de hojas de laurel, fue realizado por Orfebrería Villarreal.
- Banderín del Grupo Joven. Fue realizado en terciopelo negro bordado en oro por Pedro de la Rosa Fernández en el año 2000. En el centro lleva un busto de la Virgen de la Soledad, realizado por el mismo autor. El asta, realizada por Orfebrería Villarreal, es rematada por una figura de Cristo Resucitado realizada, igualmente, en plata.
- Libro de Reglas. Son unas pastas de terciopelo negro con apliques de plata, conteniendo el escudo de la Hermandad en su centro en tonos dorados.
- Banderín franciscano. Realizado en terciopelo marrón bordado en oro, en 2006, con una pintura central con el escudo de la orden franciscana. El asta, realizada en madera con apliques de plata, está rematada por una figura de San Francisco de Asís.
- Banderín concepcionista. Realizado en tisú celeste bordado en oro por el Taller de Bordados de la Hermandad en 2018. El asta, realizada en plata por Orfebrería Triana, está rematada por el anagrama de María.
- Simpecado. Realizado en terciopelo negro bordado en oro, plata y sedas por el Taller de Bordados de la Hermandad en 2017. En el centro se encuentra un óvalo con una pintura de la Virgen de la Soledad, realizada por Jonathan Sánchez Aguilera.
- Estandarte. Realizado en terciopelo negro bordado en oro y sedas por el Taller de Bordados de la Hermandad en 2015, aprovechando bordados del estandarte anterior. El asta, realizada en plata en el siglo XVIII, es rematada por una cruz.